# Горбач Михайло Іванович
Михайло Іванович Горбач (нар. 19 листопада 1929, село Сергіївка, тепер Прилуцького району Чернігівської області) — український радянський діяч, комбайнер колгоспу імені «Правди» Прилуцького району Чернігівської області. Герой Соціалістичної Праці (1966). Депутат Верховної Ради УРСР 7-9-го скликань.

## Біографія
З 1946 р. — комбайнер Яблунівської машинно-тракторної станції Прилуцького району Чернігівської області. Служив у Червоній армії.
Освіта середня спеціальна. Закінчив Дігтярівське професійно-технічне училище Срібнянського району Чернігівської області.
3 1958 р. — комбайнер колгоспу імені «Правди» села Сергіївка Прилуцького району Чернігівської області.
Потім — на пенсії у селі Сергіївці Прилуцького району Чернігівської області.

## Нагороди
- Герой Соціалістичної Праці (23.06.1966)
- орден Леніна (23.06.1966)
- ордени
- медалі